# 庐山恋
《庐山恋》由上海电影制片厂1980年出品，导演黄祖模的作品。1981年获第四届电影百花奖最佳故事片和最佳女演员奖，張瑜更凭借本片当选第一届金鸡奖最佳女主角。
本片是“文革”后中国首部爱情为主题的电影，并且出现了当时罕见的吻戏，张瑜也凭之成为1980年代观众心中的“梦中情人”。电影也大大提升了庐山在人们心目中的地位。
根據吉尼斯世界纪录大全，本電影是在單一電影院上映最久的電影，它于1980年7月12日在江西省廬山電影院首映后，一直每天播放到現在。

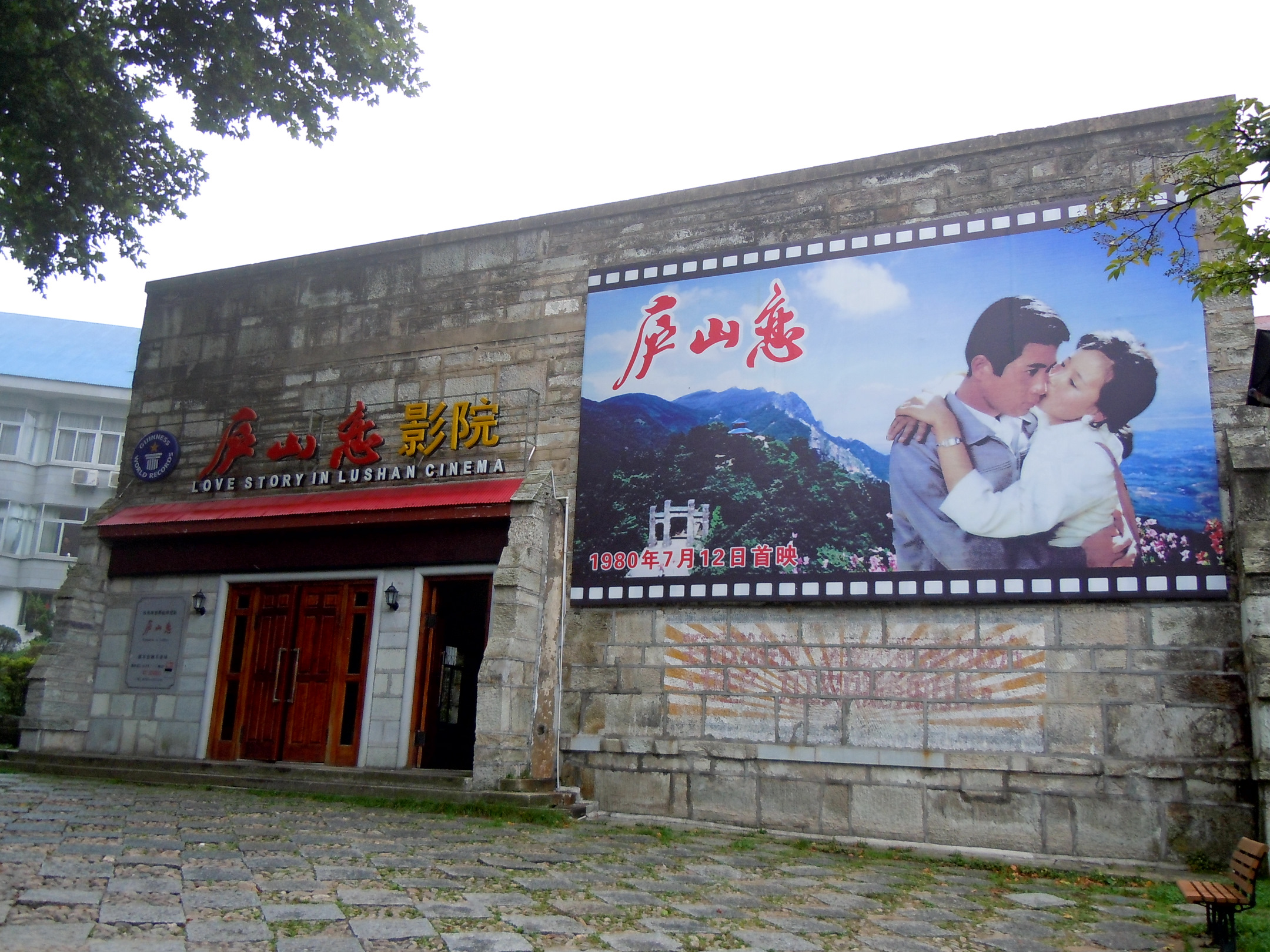
庐山上的庐山恋电影院

## 情节
以庐山为背景，讲述两个年轻人的爱情故事。
1972年上海公报签署后，侨居美国的国民党将军周振武的女儿周筠回祖国观光。在庐山游玩的途中她巧遇有志青年耿桦。两个对祖国怀有无限热爱且充满远大志向的青年走到一起，经过短短几天的相处，他们渐渐产生了感情。然而很快耿桦因与周筠亲密接触受到审查，周筠也郁郁离开。
文革结束后，已是清华大学研究生的耿桦在庐山和周筠重逢，这对相爱之人不愿再被分开，彼此约定婚期。而当耿桦的父亲得知周筠的身世时，两人的婚事受到了严峻的考验。
　　

## 角色
- 张　瑜 饰 周筠
- 郭凯敏 饰 耿桦
- 武　皓 饰 周振武，周父
- 智世明 饰 耿母
- 温锡莹 饰 耿烽，耿父

## 其他人员
- 摄像：单联国、郑宣
- 美术：朱建昌

## 庐山恋电影院
庐山恋电影院的前身是庐山基督教协和礼拜堂，始建于1897年，由英国传教士李德立主持兴建。在20世纪30年代，蒋介石宋美龄夫妇常来到这里做礼拜。1960年，礼拜堂被改造为“东谷电影院”。1980年7月12日，电影《庐山恋》在此首映，此后该电影院只播放这一部电影从未间断。20世纪90年代，这个电影院又更名为“庐山恋电影院”（又称“庐山恋影院”）。1991年3月，庐山恋电影院获得吉尼斯世界纪录；1997年10月，获得上海大世界基尼斯中国之最。

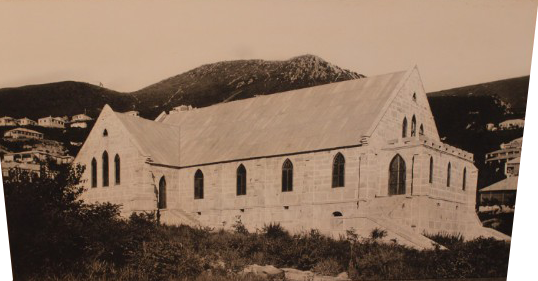
庐山恋电影院的前身，庐山协和礼拜堂。

## 參看
- 庐山